# 1988 VS2
1988 VS2 är en asteroid i huvudbältet som upptäcktes den 12 november 1988 av den amerikanska astronomen Eleanor F. Helin vid Palomarobservatoriet.
Asteroiden har en diameter på ungefär 7 kilometer och den tillhör asteroidgruppen Eunomia.